# Echius
Echius is een naam uit de Griekse mythologie en kan op twee personen slaan, beiden uit de Ilias van Homerus:
- Echius, de vader van Mecisteus. Hij was een Grieks strijder in de Trojaanse Oorlog en werd door Polites gedood.[1]

- Echius, de zoon van Damastor. Hij was een Trojaan en werd in diezelfde strijd gedood door Patroclus.[2]